# إبراهيم خليل الله
إبراهيم خليل الله فيلم إيراني يتناول قصة إبراهيم 
و الفيلم من إخراج محمد رضا ورزي.

## قصة الفيلم
قصة إبراهيم وسيرته الشريفة وابرز منعطفات حياته—بناء الكعبة المشرفة- محور فيلم إبراهيم خليل الله. وتتناول قصة النمرود.

## طاقم العمل
- إخراج وإنتاج : محمد رضا ورزي.

### تمثيل
- محمد صادقي — إبراهيم
- بهزاد فراهاني — آزر
- حسام نواب صفوي — إسماعيل
- جنكيز وثوقي — نمرود
- فخر الدين صديق شريف — إِبلِيس
- مير طاهر مظلومي — هارباك
- نجين صدق كويا — سارة
- روشنك عجميان — هاجر
- روشنك عجميان — هاجر
- مسعود عجمي — لوط
- خسرو فرخزادي — أوبيس
- ليلى بلوكات — رنه
- مظفر شمش كظمي — والد سارة